# Sony Ericsson Xperia X10
Sony Ericsson Xperia X10 — первый смартфон фирмы Sony Ericsson на платформе Google Android в корпусе типа «моноблок», анонсированный 3 ноября 2009 года. В России поступил в продажу 2 апреля 2010 года.
В официальном блоге Sony Ericsson (март 2011 года) было сообщено, что Xperia X10 будет обновлён до последней версий Google Android 2.3.3 (Gingerbread) в конце 2 - начале 3 квартала 2011 года. Однако, обновление стало доступно только с конца июля. В начале не имел функции мультитач, с обновлением версии ОС её добавили, но, ввиду технических ограничений экрана, он работал не совсем корректно, что иногда мешало комфортной игре с использованием этой технологии.